# Joey Santiago
Joseph Alberto "Joey" Santiago, född 10 juni 1965 i Manila, är en filippinsk-amerikansk musiker och gitarrist. Santiago, som varit musikaliskt aktiv sedan 1985 är förmodligen mest känd som gitarrist i det amerikanska alternativ rock-bandet Pixies mellan 1985 och 1993 och från 2004 till nutid. Efter att bandet splittrats 1993 producerade Santiago filmmusik och musik till dokumentärfilmer samt bildade bandet The Martinis med sin fru Linda Mallari. Han har även medverkat på album och liveframträdanden med Charles Douglas och Frank Black. Efter att Pixies återförenats 2004 återtog Santiago rollen som bandets huvudgitarrist och till dags datum turnerar han med både Pixies och The Martinis.
Santiago använder huvudsakligen en Gibson Les Paul elektrisk gitarr och beskriver sin teknik som "angular and bent" (ung. kantig och vriden). Han har sagt att Les Paul, Chet Atkins, Joe Pass och Jimi Hendrix inspirerat honom i sitt gitarrspelande. Under tiden i Pixies hyllades hans gitarrspel av kritikerna; recensenten Laurel Bowman noterade till exempel att Santiagos gitarrspel var den viktigaste ingrediensen i Pixies musik. Efter att ha lämnat Pixies och bildat The Martinis fick han dock inte lika mycket beröm från recensenterna för sin musik.

## Biografi

### Uppväxt och collegetiden
Joey Santiago föddes i Manila på Filippinerna den 10 juni 1965 och var den tredje av sex söner till en anestesiologist. När Santiago var sju emigrerade familjen till USA och staten New York där man stannade i två år innan familjen flyttade till Massachusetts. Hans första erfarenhet av ett musikaliskt instrument var när han som åttaåring spelade på en hammondorgel. Eftersom han fick dela orgeln med fem bröder tog han dock inte musiken seriöst. Santiago spelade gitarr första gången efter att ha sett en klassisk gitarr hänga som väggprydnad i sin äldsta brors rum. Den första låten han lärde sig spela var Velvet Undergrounds "Rock and Roll".
Efter att ha tagit examen från high school 1983 började han studera på University of Massachusetts Amherst. Han studerade utan att välja något huvudämne så länge som universitetet tillät och valde sedan ekonomi. Han lärde känna antropologistudenten Charles Thompson, senare känd som Black Francis, frontman i Pixies, efter att ha hört Thompson och hans rumskamrat spela gitarr. Efter detta åkte Santiago tillbaka till sina föräldrars hus och hämtade deras gitarr och snart började han och Thompson spela musik ihop.
Vid starten av andra terminen delade de rum och Santiago introducerade Thompson till 1970-talets punkmusik och David Bowie. Senare har han minns han sin tid på college:
| ” | Charles och jag hade ett rum tillsammans på campus. Vi gick på konserter och jag kommer ihåg att vi såg Black Flag och Angst. Från början tror jag bara vi gillade varandra. Redan från början lade jag märke till att han spelade musik. Jag ville inte ha fler saker som distraherade mig men jag tog upp gitarren och vi började spela tillsammans på skoj. Han skrev låtarna och jag visade mina idéer på gitarren. | „ |

Under Thompsons andra collegeår åkte han till Puerto Rico. Efter sex månader i San Juan skrev han ett brev till Santiago och uppmanade denne att hjälpa honom starta ett rockband. När Santiago svarade positivt åkte Thompson tillbaka till Amherst för att bilda ett band med Santiago.

### Pixies
Efter att Thompson återvänt till Massachusetts hoppade han och Santiago av college och flyttade till Boston där båda började arbeta på en fabrik innan de bildade Pixies i januari 1985. Thompson (vid det här laget känd som Black Francis) lät Santiago välja om han ville spela bas eller gitarr i det nya bandet och Santiago valde gitarren. Namnet Pixies hittade Santiago i en ordbok, han fastnade för dess betydelse "mischievous little elves" (ung. busiga små älvor). Efter att ha satt in en annons i en tidning där de sökte en Elbas|basist som gillade Hüsker Dü och Peter, Paul and Mary rekryterades Kim Deal en vecka senare. Efter rekommendation från Deals man kom man i kontakt med trummisen Dave Lovering.
Santiago träffade sin blivande fru, Linda Mallari, när han satt bredvid henne efter en Pixieskonsert 1987 på "Rathskellar", en klubb i Boston. Hon märkte att båda hade filippinska rötter och föreslog att de skulle skriva musik tillsammans. När hon senare erbjöd sig att börja spela med Pixies nekade Santiago eftersom de "redan hade en tjej i bandet". Santiago och Mallari träffades under hela Santiagos tid i Pixies och skrev musik och drack martini tillsammans men de släppte aldrig något material. Enligt Santiago gjorde de slut några gånger i början av deras relation.
Pixies skrev kontrakt med det brittiska independentbolaget 4AD Records 1987. När de träffade bolagets verkställande direktör, Ivo Watts-Russell, sa Santiago att allt han brydde sig om var att Watts-Russell skulle göra honom känd i Filippinerna eftersom han tyckte att tjejera där var vackra. Senare har Watts-Russell sagt att det var förmodligen det enda han nånsin hörde Santiago säga; vid den tiden var Santiagos tystlåtenhet känd bland personer nära bandet. På debutep:n Come on Pilgrim från 1987 märks Santiagos excentriska gitarrspel på bland andra spåren "The Holliday Song" och "Vamos". Deals man, John Murphy, har sagt att Santiago brukade "whack the crap out of his amp" (ung. banka skiten ur sin förstärkare) på Vamos.
Efter bandets två efterföljande album, Surfer Rosa från 1988 och Doolittle 1989, började relationerna mellan bandmedlemmarna bli tryckt. Man hade släppt tre skivor på två år och samtidigt turnerat en hel del. På Pixies avslutande konsert till Doolittle-turnén slog Santiago sönder sin gitarr och stormade av scenen. Bandet kungjorde att man skulle ta en paus kort därefter. Under pausen åkte Santiago till Grand Canyon för att "finna sig själv". Efter att bandet startade på nytt under 1990  blev Santiagos gitarrspel mer tillbakadraget på Bossanova från 1990 och Trompe le Monde från 1991. Pixies upplöstes igen 1992 mest på grund av meningsskiljaktigheter mellan Francis och Deal men splittringen offentliggjordes inte förrän 1993.

### The Martinis och andra projekt
Efter upplösningen av Pixies var Santiago deprimerad "de första åren"; men han fortsatte att ha en god relation till Black Francis (som snart tog sig namnet Frank Black). När Black spelade in sin solodebut 1993, albumet Frank Black, kontaktade han Santiago och undrade om denne ville hjälpa till och spela gitarr på några av låtarna. I ett infall körde Santiago och Mallari från Florida till Los Angeles och flyttade in i Blacks gamla lägenhet. Santiago spelade gitarr på några av Blacks soloalbum, bland andra Frank Black och Teenager of the Year, och bildade bandet The Martinis tillsammans med sin fru. Gruppen släppte singeln "Free" 1995 och den medverkade på soundtracket till filmen Empire Records.
Santiago började utforska programvara för ljudeditering och efter att ha gjort musiken till flera indiependentfilmer, bland andra Crime and Punishment in Suburbia 2000 där han samarbetade med Black, skrev han musiken till Fox tv-serie Undeclared tillsammans med Michael Andrews. Han fortsatte att medverka på studioalbum och spelade gitarr på Charles Douglas album Statecraft från 2004. Han skrev musiken till filmen The Low Budget Time Machine från 2003 och skrev ett antal låtar, bland andra "Birthday Video" och "Fake Purse" till Showtimes tv-serie Weeds 2005.

### Pixies återförenas
Efter att Pixies slutat 1993 hade Santiago fortsatt hålla kontakten med samtliga bandmedlemmar. Sommaren 2003 bestämde sig Black för att återförena bandet och ringde Santiago först:
| ” | Han ringde mig på min mobiltelefon när jag besökte släktingar i Cape Cod. Han hade en undvikande röst och sa "Hey Joey...har du hört ryktena om att vi skulle börja spela igen? Hmmm, jag undrar vem som startade dem?" Jag sa "Charles, var det du?" och han svarade "Ja" | „ |

Efter att ha kontaktat Deal och Lovering gjorde bandet sin första spelning på tolv år i april 2004. Man gav sig ut på en stor turné i USA, Kanada och Europa och spelade in en ny låt, "Bam Thwok", som gjordes tillgänglig för nedladdning på Itunes Store.

## Musikalisk stil
Santiago beskriver sitt gitarrspel som "angular and bent", "all derived from guitar moments that perk my ears up" (ung. "kantigt och vridet", "influerat från gitarrögonblick som piggat upp mina öron"). En låt som till exempel The Beatles "Savoy Truffle" som han gillade när han började lära sig spela gitarr har Santiago ansett influera hans egen stil mycket. Låten innehöll George Harrisons speciella gitarrteknik som Santiago säger sig ha använt sig mycket av själv. Detta märks bland annat på låten "Dead" från Pixies-skivan Doolittle som startar med Santiagos gitarr högljutt klagande i ett d-dur-ackord som "ett skadat djur". När Santiago började lära sig spela gitarr såg han sig som en generad amatör och han pratar fortfarande om sin egen osäkerhet för instrumentet.
När Santiago växte upp lånade han Rock'n'roll-skivor på biblioteket hellre än att lyssna på musiken på radion. Han upptäckte snabbt Les Paul och Jimi Hendrix och därefter jazzgitarristen Wes Montgomery som Santiago hävdar har influerat honom stort. Han upptäckte jazzartister som Joe Pass och Chet Atkins efter att ha läst vilka som medverkat på olika skivor på albumomslagen. Santiago blev mycket förtjust i Jimi Hendrix speciella "Hendrix chord" som enligt författaren Ben Sisario passade mycket bra in i Pixies, det "lockade fram ett gömt ursinne som passade perfekt ihop med skräcken hos Thompsons skrikande".

### Utrustning
På scen är Joey känd för att använda Gibson Les Paul elgitarrer med Marshall JMC 900 förstärkare och Pearce 400 stereo amps. Bland pedalerna han använder märks bland andra BOSS DM-3 Analogue Delay, BOSS OS-2 Overdrive, DOD FX17 Wah Volume, Marshall Guv'nor Overdrive och en Whirlwind A/B Selector. När han arbetar med filmmusik använder han programvaran Digital Performer.